# Districte de Dondo
El districte de Dondo és un districte de Moçambic, situat a la província de Sofala. Té una superfície de 2.443 kilòmetres quadrats. En 2007 comptava amb una població de 117.719 habitants. Limita al nord amb el districte de Muanza, a l'oest amb els districte de Nhamatanda, al sud i sud-oest amb el districte de Búzi, al sud i sud-est amb la vila de Beira, i a l'est amb l'oceà Índic.

## Divisió administrativa
El districte està dividit en dos postos administrativos (Dondo i Mafambisse), compostos per les següents localitats:
- Posto Administrativo de Dondo:
  - Chinamacondo
  - Savana
- Posto Administrativo de Mafambisse:
  - Mafambisse
  - Mutua